# Isohypsibius taibaiensis
Isohypsibius taibaiensis är en djurart som tillhör fylumet trögkrypare, och som beskrevs av Li och Wang 2005. Isohypsibius taibaiensis ingår i släktet Isohypsibius och familjen Hypsibiidae. Inga underarter finns listade i Catalogue of Life.